# Walter-Benjamin-Platz

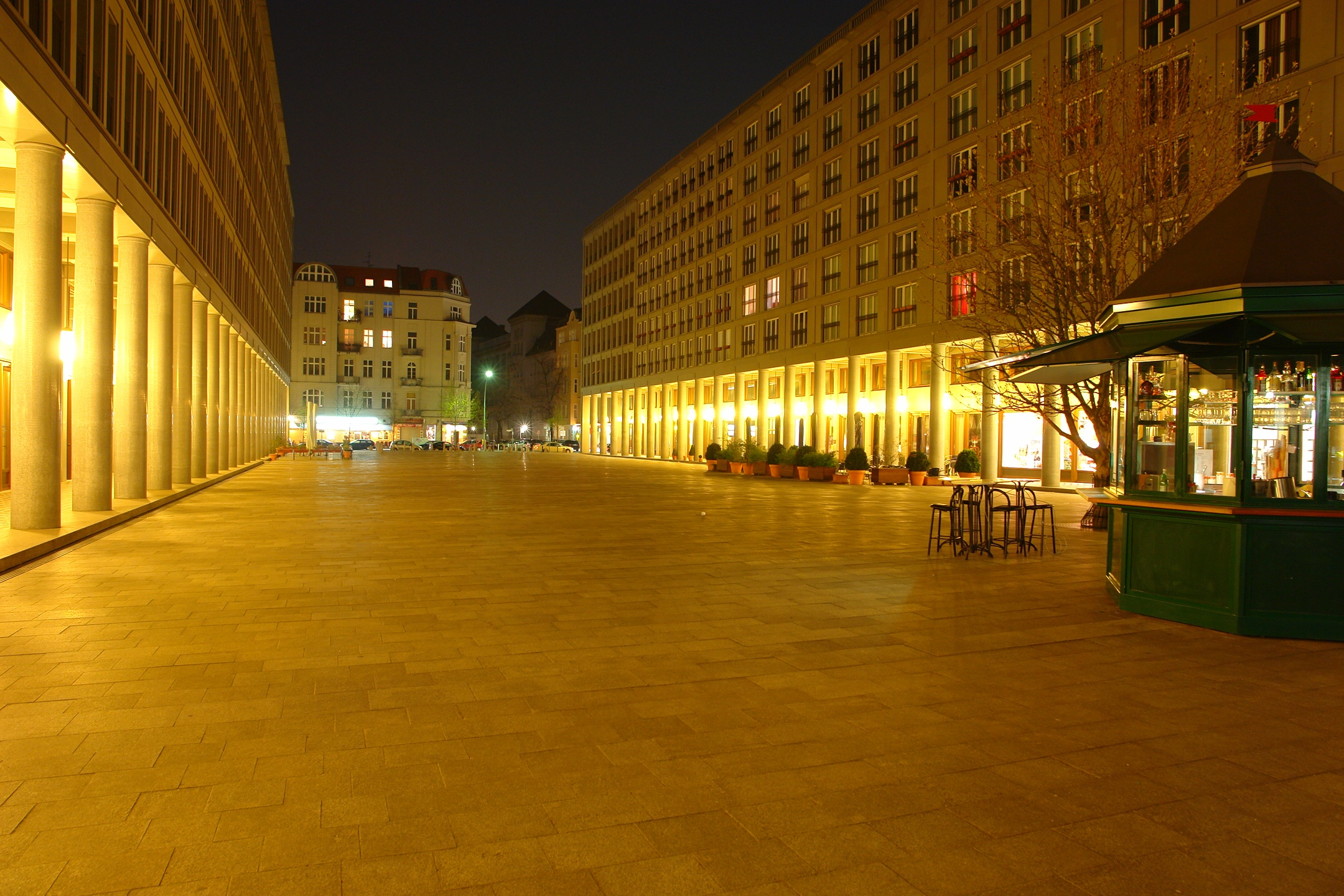
Nächtlicher Walter-Benjamin-Platz mit Leibniz-Kolonnaden mit Blick auf die Leibnizstraße, 2007

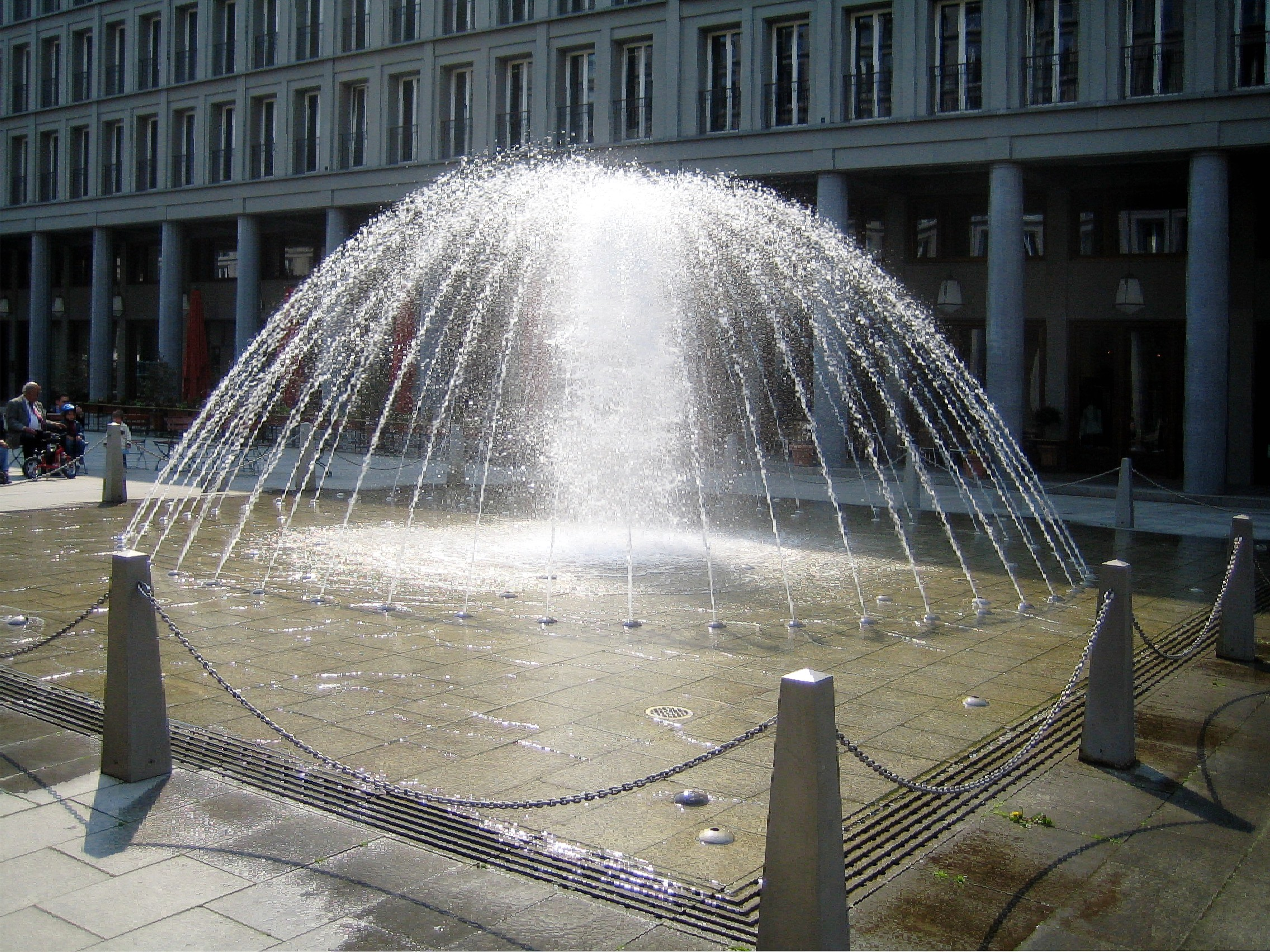
Wasserfontäne an der Leibnizstraße

Der Walter-Benjamin-Platz ist ein langgestreckter rechteckiger Platz im Berliner Ortsteil Charlottenburg des Bezirks Charlottenburg-Wilmersdorf nördlich des Kurfürstendamms.

## Lage, Beschreibung und Namensgebung
Der 108 m × 32 m große Platz erstreckt sich zwischen der Leibnizstraße  (westlich) und der Wielandstraße (östlich). An den Längsseiten ist er mit den Leibniz-Kolonnaden bebaut, zwei zu ihrer Bauzeit umstrittene achtgeschossige Bauten der Architekten Hans Kollhoff und Helga Timmermann. Zunächst blieb der Stadtplatz namenlos, da er durch die Kolonnaden definiert wurde. Erst am 25. April 2000 vergab der Bezirk Charlottenburg-Wilmersdorf den Namen nach dem Opfer des NS-Regimes und Philosophen Walter Benjamin, der in Berlin geboren worden war und wegen seiner jüdischen Herkunft emigrierte. Auf der Flucht beging er Suizid.

## Baugeschichte

### 1880 bis 1945
Bei der Bebauung des Areals um 1880 wurde das Gebiet von den Stadtplanern ausgespart. 1910 ließ die damalige Stadtverwaltung von Charlottenburg hier einen öffentlicher Spielplatz anlegen. In den Kriegsjahren entstanden hier Unterkünfte für Zwangsarbeiter.

### Von 1945 bis 1990
Nach Kriegsende und dem Abbau der Baracken wurde die Fläche als Kohlenlager und in den Wintermonaten auch als Schlittschuhplatz genutzt. Mit der zunehmenden Motorisierung wurde 1962 an dieser Stelle ein Parkplatz hergerichtet.
Im Jahr 1984 fand ein Architekturwettbewerb für das Gebiet statt, den das Architekturbüro Hans Kollhoff & Helga Timmermann mit einem Entwurf für einen überdachten städtischen Park gewannen. Daraufhin stellte der Bezirk einen Bebauungsplan-Aufstellungsbeschluss auf und die Pläne wurden weiter überarbeitet. Ursprünglich waren die Gebäude nach den Bedingungen des sozialen Wohnungsbaus geplant.

### Seit der deutschen Wiedervereinigung
Bedingt durch die politische Wende hatten sich die Möglichkeiten des Bezirks und die offiziellen Zuständigkeiten verändert, sodass 1992 ein neuer Entwurf eingerichtet wurde, der nur noch wenig mit dem ursprünglichen Entwurf eines überdachten Parks zu tun hatte, sondern einen Stadtplatz zeigte, der mit fünfgeschossiger Randbebauung und den doppelstöckigen Arkadengängen der endgültigen Bebauung sehr nahekam.
Dieser Bebauungsentwurf führte 1995 zu massiven Protesten der Anwohner, die gerichtlich entschieden wurden. Als Gegenvorschlag zum lange Zeit umstrittenen Projekt brachten die Gegner des Vorhabens auch einen Gegenentwurf des Architekten Hinrich Baller ins Spiel. Die Entscheidung wurde dem eigentlich dafür zuständigen Bezirksamt Charlottenburg durch den Berliner Bausenator Jürgen Klemann (CDU) entzogen. Erst 1997 lag die Baugenehmigung vor. Das Richtfest fand am 26. Juni 1998 statt; die Fertigstellung erfolgte im Jahr 2000. Die beiden Gebäude sind jeweils 100 Meter lang und 26 Meter hoch. Die Benennung erfolgte am 25. April 2000 auf Initiative der Mitglieder der SPD-Fraktion der Bezirksverordnetenversammlung Charlottenburg-Wilmersdorf Marc Schulte (später für Stadtrat Stadtentwicklung und Ordnungsangelegenheiten) und Gisela Meunier.

## Architektur
Die beiden U-förmigen neoklassizistischen Häuserriegel gliedern sich in die anderthalb Etagen hohen Kolonnaden, einen sieben- oder achtgeschossigen Mittelteil und die krönende Balustrade. Die Gebäudehöhe beträgt 26 m, sodass die anschließenden Gebäude mit der Berliner Traufhöhe von 22 m um 4 m überragt werden. Der Komplex besteht aus zehn eigenständigen Einheiten mit eigenen Zugängen, die auch teilweise an der differenzierten Fassade erkennbar sind und die sich in der Geschosshöhe und den unterschiedlichen Abständen der Fenster zeigen. Die Fassade ist mit grüngrauem italienischem Sandstein (Pietra Serena) verkleidet und in einer strengen Rasterung durch die stehenden Fenster mit französischen Balkons versehen.
Die rund 3,5 m breiten Kolonnaden erstrecken sich zu beiden Seiten des 108 m langen Platzes und setzen sich an den Kopfseiten zur Leibnizstraße fort. Im Mezzanin-Geschoss der Kolonnaden befinden sich Büros.

## Nutzung
Die Kolonnaden beherbergen verschiedene Restaurants und Ladengeschäfte. Die Säulen sind aus Kunststein gefertigt und geben ein Raster vor, das in den Geschäften und dem Gebäude weitergeführt wird. Der Boden ist mit hell- und dunkelgrauen, anthrazitfarbenen und königsroten Marmorplatten belegt, die sich in 28 Einheiten, entsprechend den Säulen, aufteilen. Die Decke ist weiß geputzt und nimmt die Säulenstruktur auf, die durch Streben aus dem Sandstein der Fassade betont wird. In jeder der 28 Einheiten findet sich eine Art-déco-Lampe, sodass der optische Eindruck der Kolonnade verstärkt wird.
Unter dem Platz befinden sich zwei Etagen Tiefgarage, im Dachgeschoss ein Kindergarten und auf dem Dachgarten ein Spielplatz. Die rückwärtigen Innenhöfe sind mit gelben Putzfassaden und Rasenflächen einfacher gestaltet. Hier finden sich herkömmliche Kinderspielplätze.
Dominierendes Merkmal des Platzes ist die ungewöhnlich große Freifläche, die mit Granitplatten quer zur Laufrichtung belegt ist. An der Westseite zur Leibnizstraße liegt ein Schmuckbrunnen, aus dem computergesteuert aus 115 Düsen 840 m³ Wasser pro Stunde emporschießen. An der Ostseite zur Wielandstraße befindet sich ein sechseckiger Verkaufspavillon, der vom nebenliegenden Restaurant bewirtschaftet wird. Vor dem Restaurant steht eine Kastanie, die mittels eines die beiden Garagengeschosse durchdringenden Pflanztroges Zugang zum Grundwasser hat.

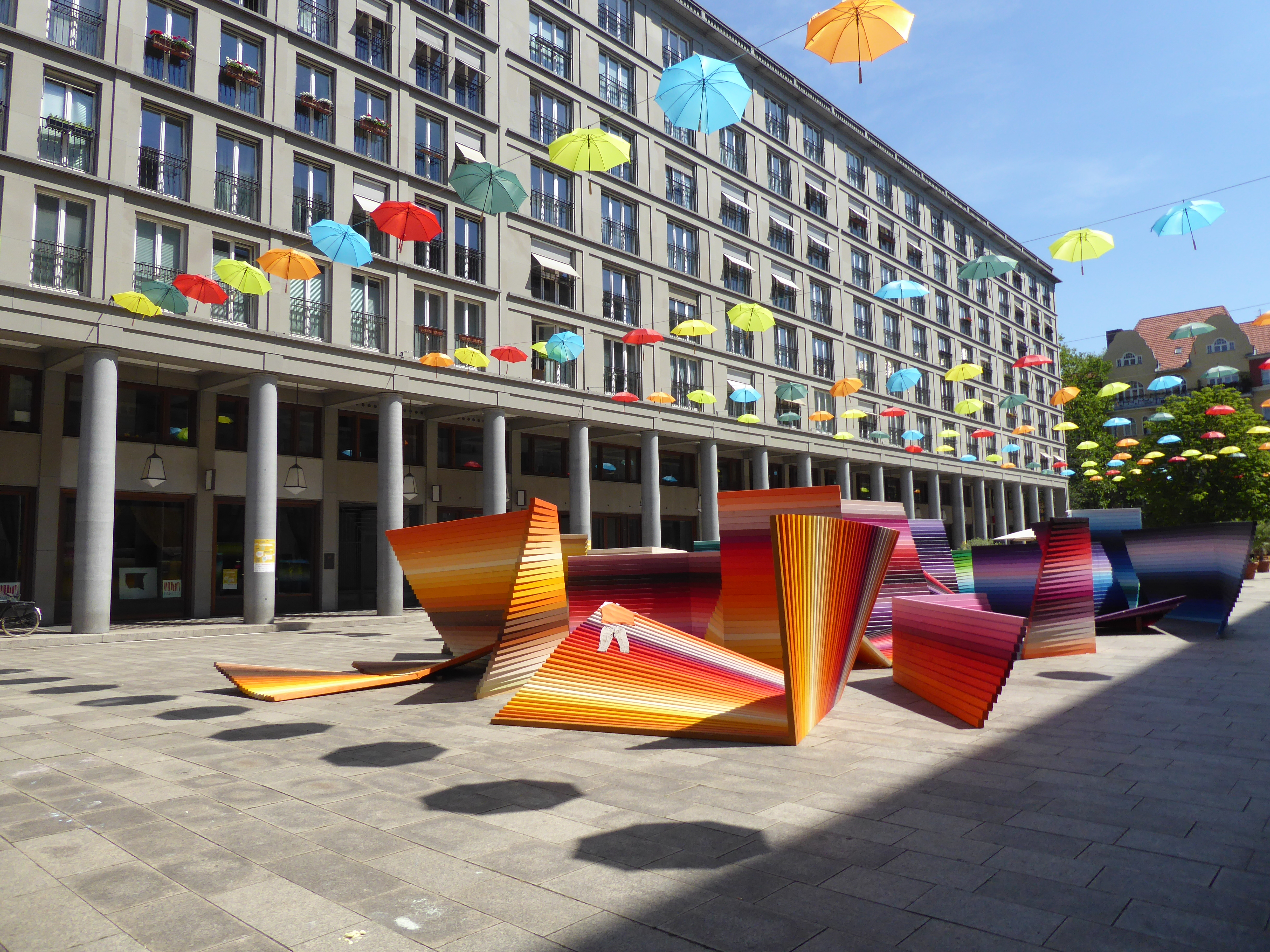
Installation Sommer 2019
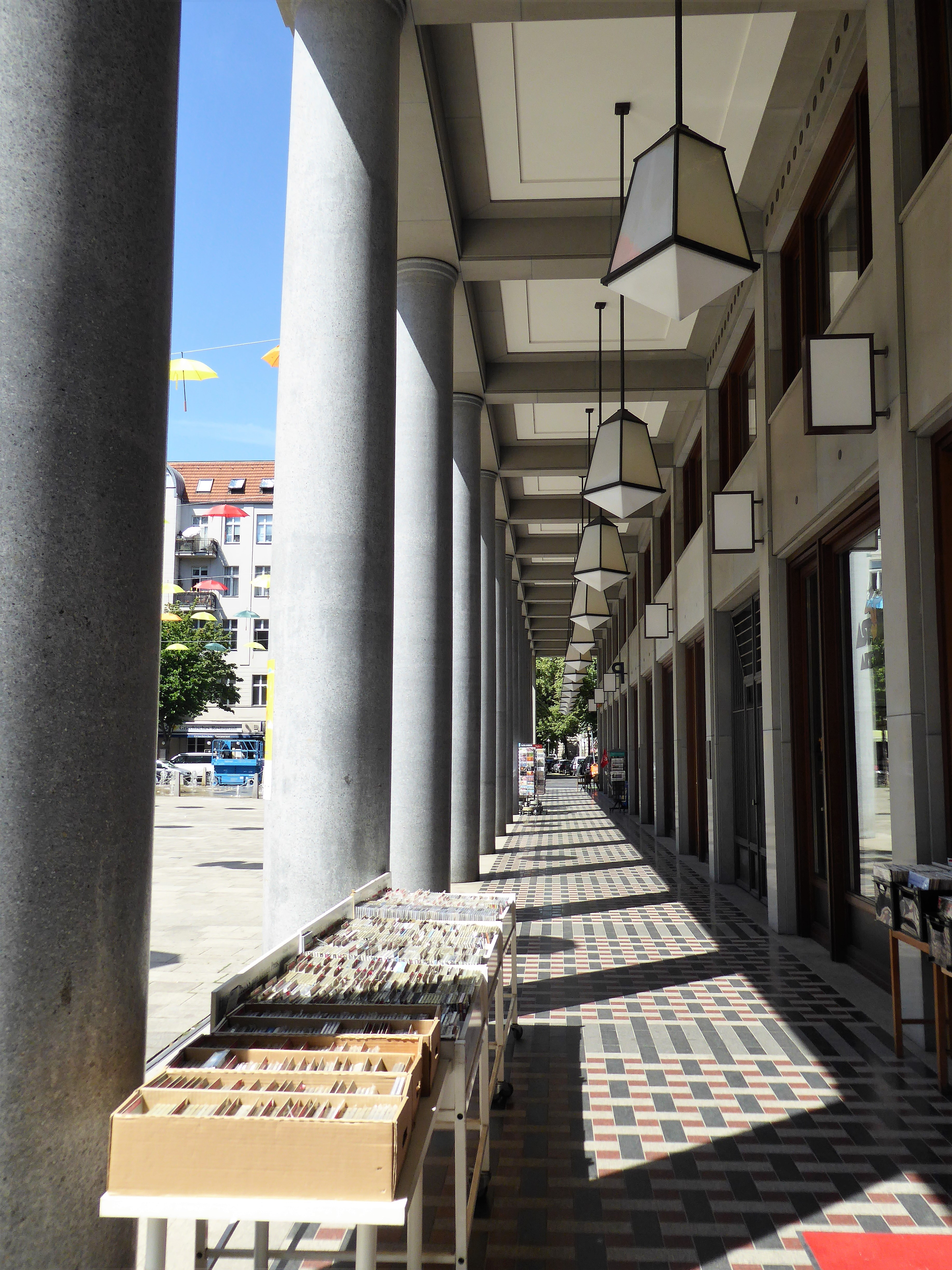
Kolonnaden mit Art-déco-Leuchten
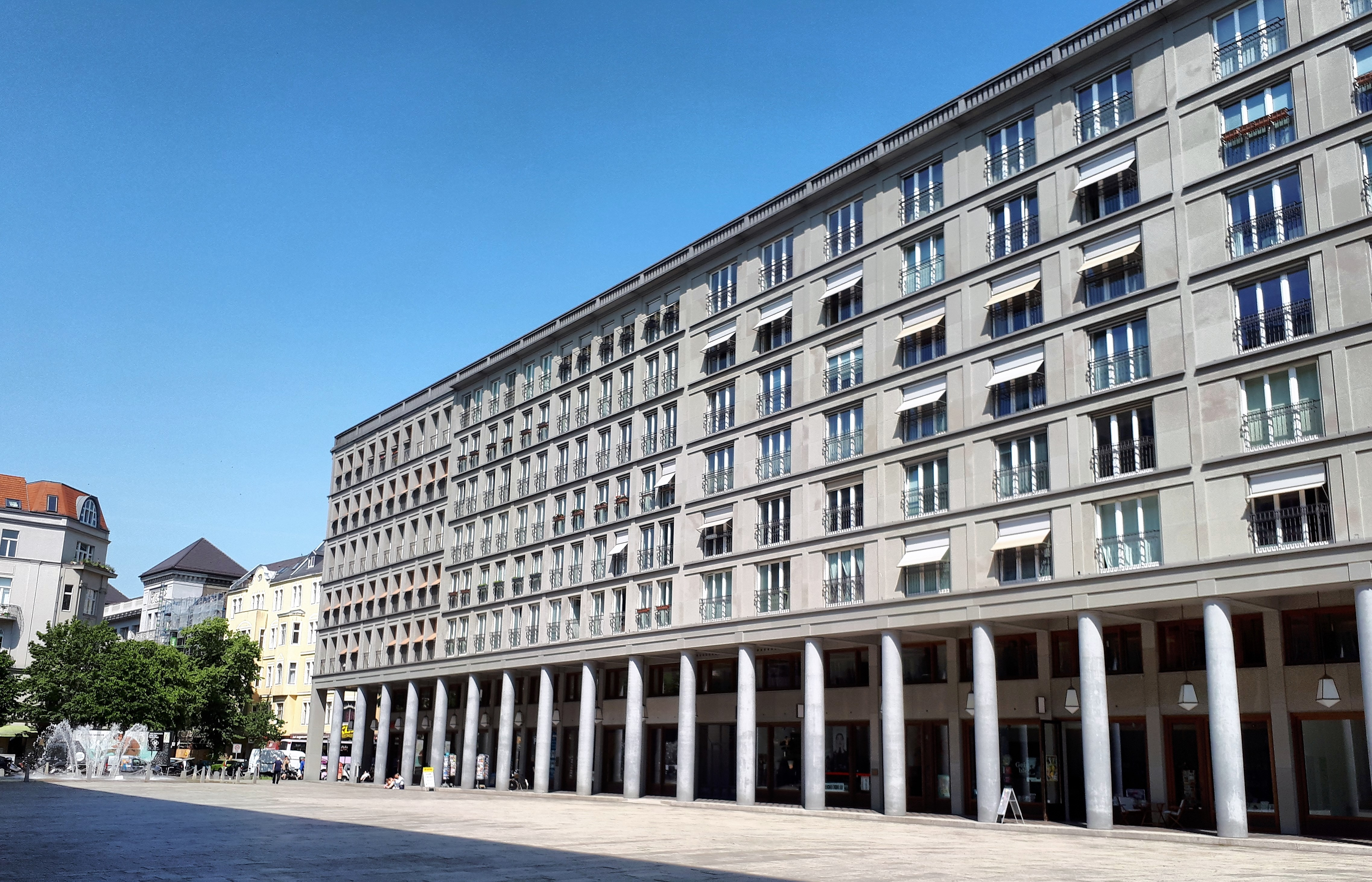
Nordseite
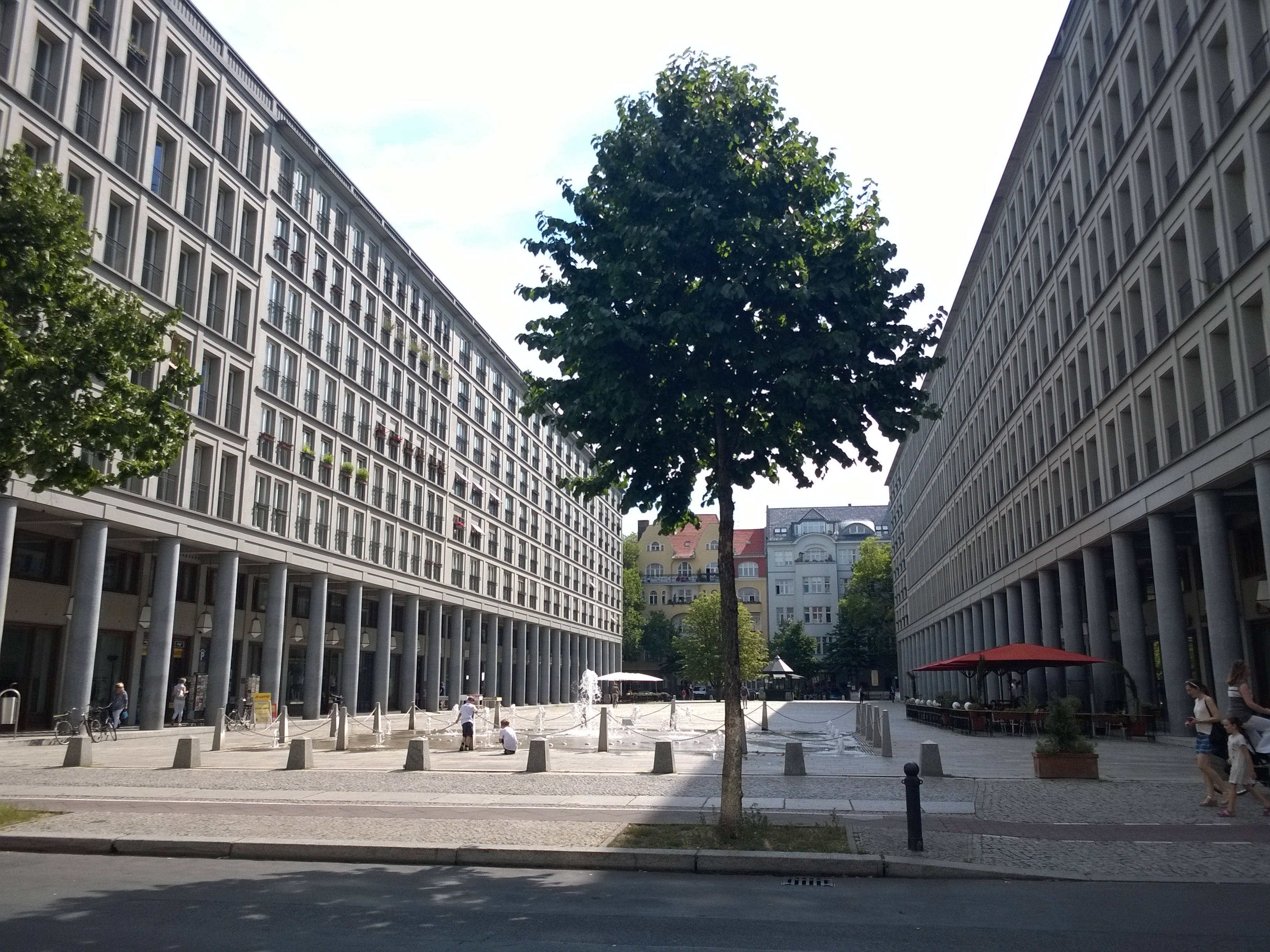
Blick nach Osten
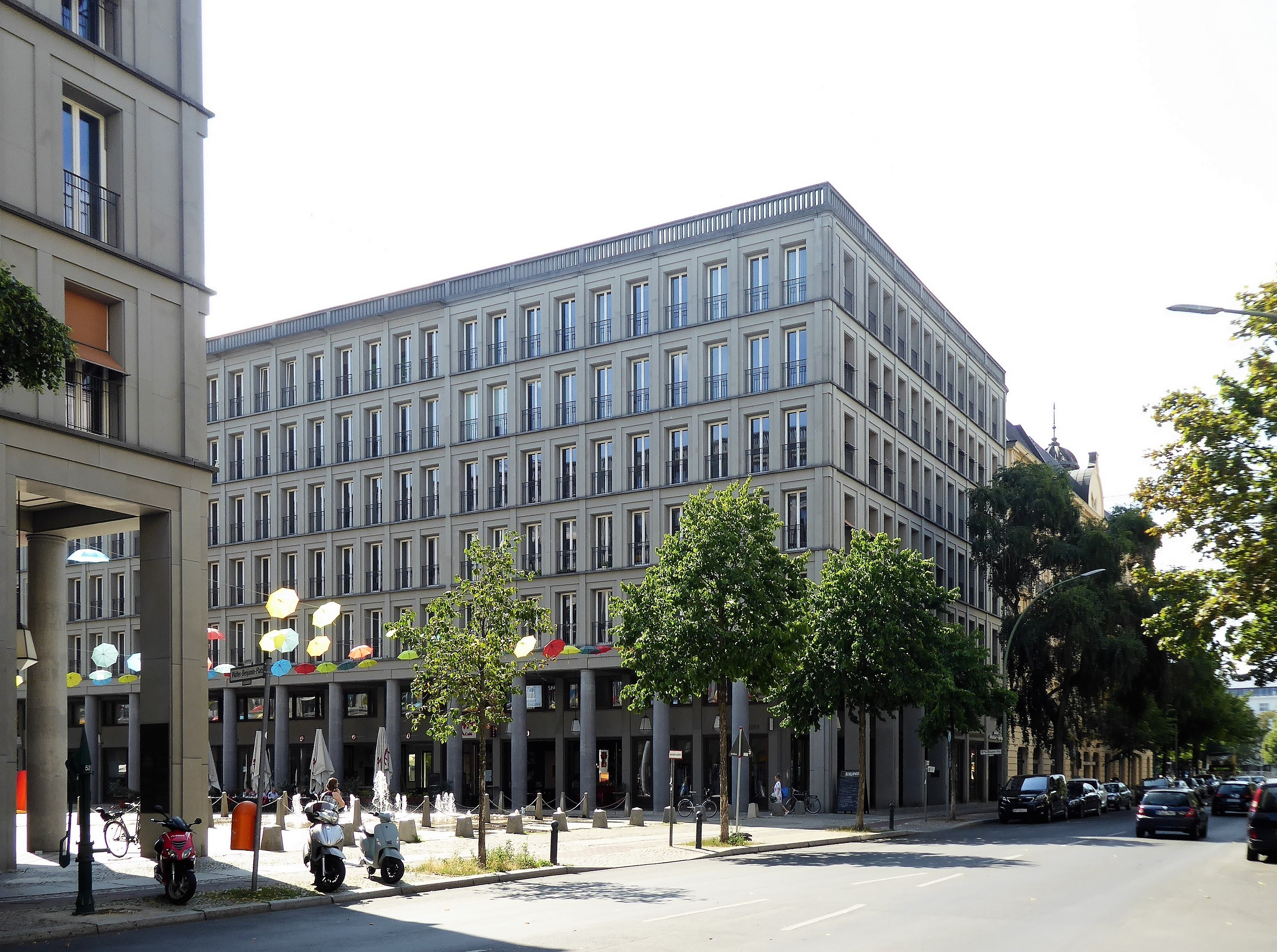
Zugang Leibnizstraße
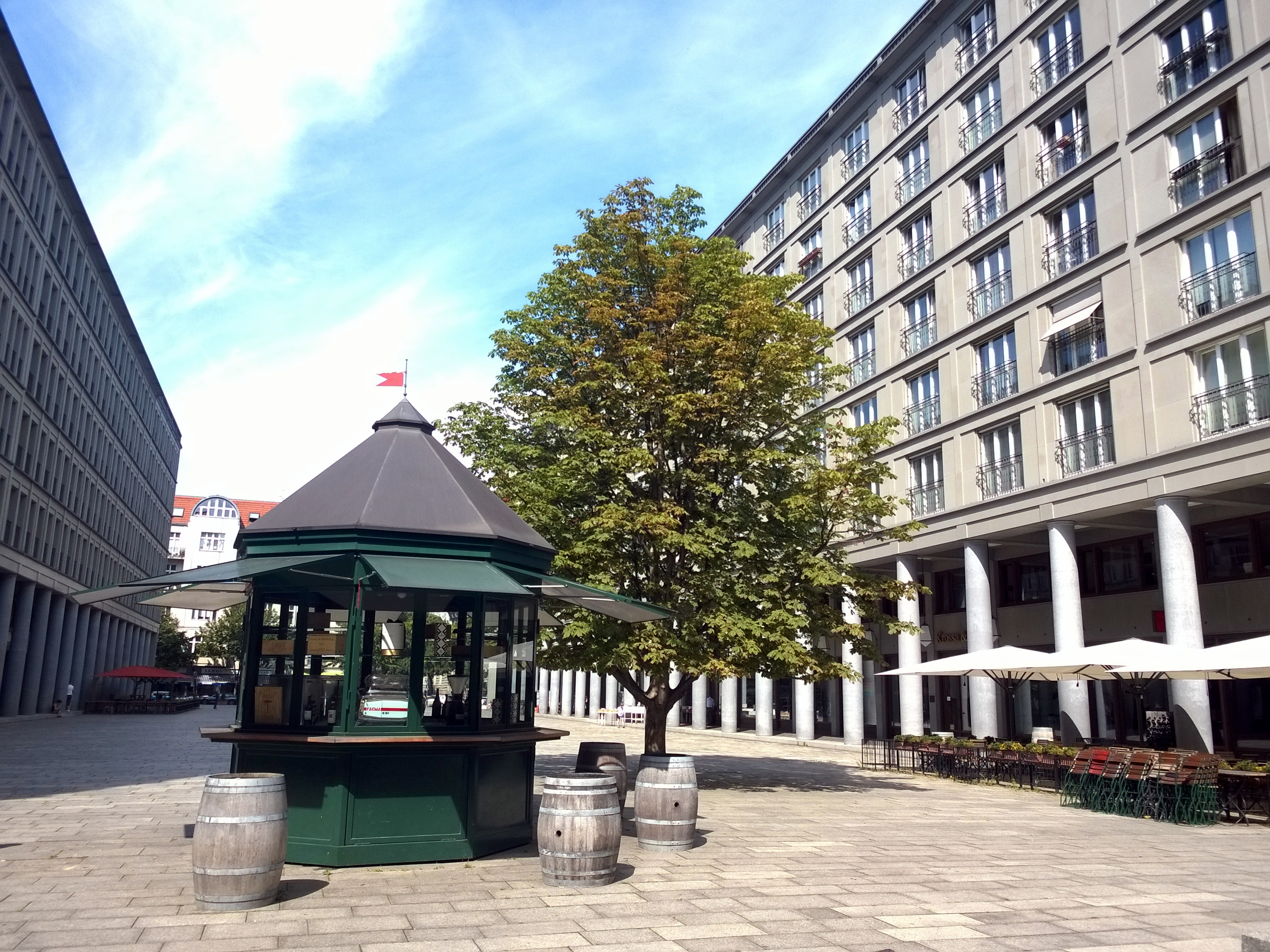
Ostseite mit Kiosk und Kastanie

Im Jahr 2021 etablierten sich im Sommer die Kolonnaden-Konzerte im Kollhoff-Ensemble. Sie konzentrieren sich auf die Darbietung von Klassik und Jazz von Orchestern oder Solisten als Open-Air-Veranstaltung auf dem Walter-Benjamin-Platz.

## Rezeption
Die Architektur wurde in der Berliner Zeitung mit der des Neoklassizismus der Nazizeit verglichen. Die Architekturkritikerin der Stuttgarter Zeitung nannte die Riegel „kahl, kalt und nackt“ und sie „fühle sich an Nazi-Architektur erinnert“. Wolfgang Kil merkte an, dass „aus lebendigem Stein mit großem Aufwand nur ‚Platte‘ hervorgegangen sei“. Jürgen Kaube, Herausgeber der Frankfurter Allgemeinen Zeitung, schrieb: „In Charlottenburg haben sie einen Platz nach Walter Benjamin getauft, als wollten sie darüber einen Witz machen. Der Autor des „Passagenwerks“ über den Pariser Stadtumbau nach 1850 und der „Berliner Kindheit um 1900“ muss jetzt mit seinem Namen für eine gesichtslose Kolonnadenzone mit Zweitwohnungseigentümern in balkonlosen Häusern herhalten, die auch 1938 hätten so gebaut werden können.“

## Kontroverse um Zitat von Ezra Pound

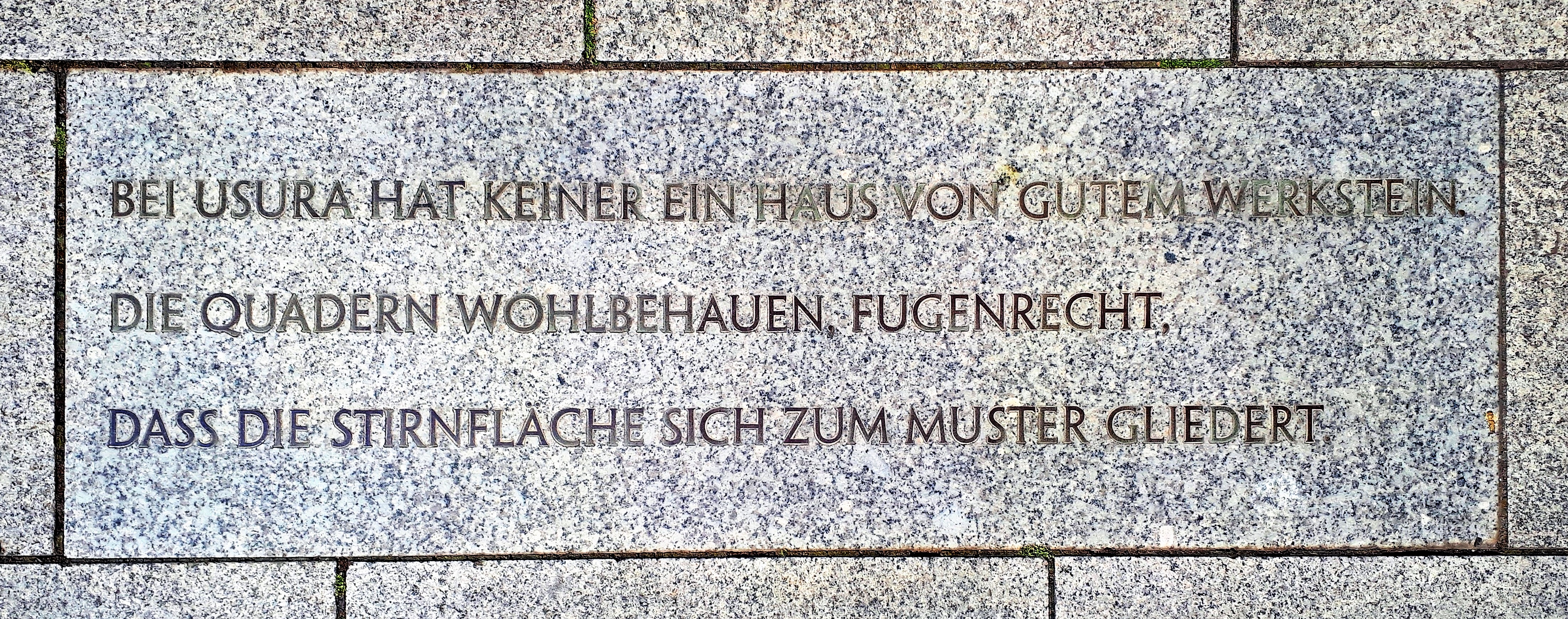
Zitat Ezra Pound

In der Architekturzeitschrift Arch+ (Nr. 235 vom 25. Mai 2019) veröffentlichte die Architekturtheoretikerin Verena Hartbaum ihren Vorwurf, der Architekt Hans Kollhoff habe durch eine Platte mit dem Zitat des US-amerikanischen Schriftstellers Ezra Pound „eine antisemitische Flaschenpost aus der Zeit des italienischen Faschismus in die deutsche Gegenwart hineingeschmuggelt“. Die unscheinbare Platte, die sich nahtlos in die Pflasterung einfügt, trägt die Inschrift:

„Bei Usura hat keiner ein Haus von gutem Werkstein.
 Die Quadern wohlbehauen, fugenrecht,
Dass die Stirnfläche sich zum Muster gliedert.“

Der Autor des rätselhaften Zitats ist nicht angegeben; es entstammt der zwischen 1915 und 1962 entstandenen Gedichtsammlung The Cantos, dem Hauptwerk Ezra Pounds. Der Begriff ‚Usura‘ bedeutet im Italienischen ‚Wucher‘ und wurde von Pound für das „zinstreibende Judentum“ verwendet. Kollhoffs eindeutig antisemitisch konnotierte Kapitalismuskritik ist demnach so zu verstehen, dass der Zinswucher eine bauliche Wertarbeit verhindert.
Hartbaum hat diesen Vorwurf bereits in ihrem 2013 veröffentlichten Buch über den Walter-Benjamin-Platz geäußert. Kollhoff äußerte sich damals dazu rätselhaft:

„Das ist ja das Schöne an der Konfrontation von Walter Benjamin und Ezra Pound, die persönlich ja nicht stattgefunden hat, dass man daran hypothetische Behauptungen knüpfen kann, die nicht selten ein grelles Licht werfen auf die fatale Geschichte des vergangenen Jahrhunderts.“

In einem Interview mit dem Tagesspiegel im Juni 2019 begründete Kollhoff das Zitat von Ezra Pound mit:

„Natürlich fragt man sich, was haben Ezra Pound und Walter Benjamin mit einander [sic!] zu tun? Sie sind sich als Zeitgenossen wohl nie persönlich begegnet, obwohl das in Paris möglich gewesen wäre. Aber beide haben sich an ihrer Zeit gerieben; beide glaubten sich nach den Erfahrungen des Ersten Weltkriegs und dann der Weltwirtschaftskrise auf der Spur von Antworten – der eine im Sinne eines revolutionären Sozialismus, der andere unter dem Einfluss von Mussolinis Faschismus. Beide gescheiterten Hoffnungen muss man vor allem aus ihrer Zeit heraus verstehen. Doch wir dürfen uns fragen, was wir dennoch heute damit anfangen können.“

Kollhoff sagte: „Der Vorwurf des Antisemitismus angesichts des Zitats aus Pounds ,Cantos’ ist unsinnig und völlig inakzeptabel.“ Er hält den neuen Vorschlag, Pound zumindest mit einem Zitat von Benjamin zu kontrastieren, zwar für interessant, aber es erschiene ihm „als Relativierung oder Korrektiv, und dazu gibt es keinen Grund.“ Kollhoff beharrte: „Pound war kein Antisemit“, weil er wenige Jahre vor seinem Tod im Gespräch mit dem (jüdischen) Dichter Allen Ginsberg seinen Antisemitismus den „schwersten Fehler meines Lebens“ genannt hatte.
Am 27. Januar 2020 wurde die Platte entfernt.